# 備轉容量

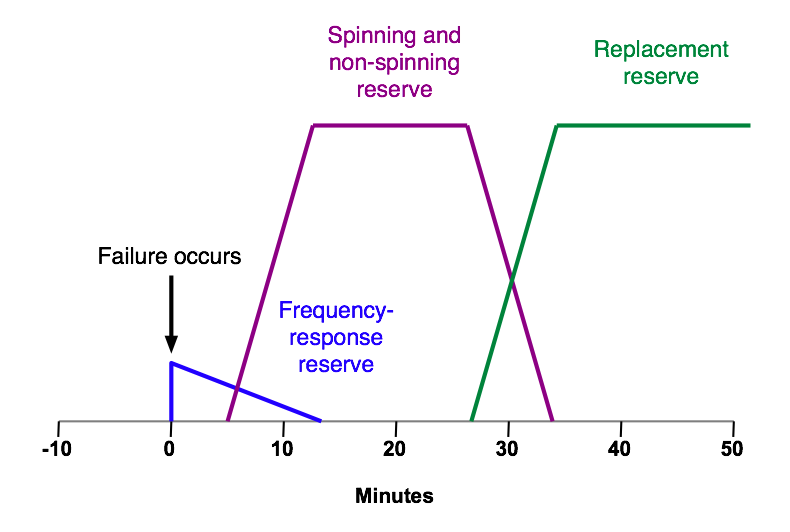
四種備用發電的反應時間及使用的時間長短

在輸電網絡中，備轉容量或運轉儲備（operating reserve）是用來應付發電機故障、需求預測誤差和其他突發情況所預留的發電量。電力公司通常以最大發電機的發電量加上峰值負載的若干百分比作為運轉儲備的下限。
就臺灣電力公司而言，2019年起備轉納入「冷機」供電機組，已非傳統熱機定義（可立即供電的機組）。「快速起停」才是能夠緊急救援的電力，卻也非即時可切換。再加上台電目前把供電不穩定的太陽能發電放入備轉容量、能應急的儲電設備（電池）不足，這可能造成突發事故時（無論天災人禍）應對不及而大停電。

## 備轉容量
備轉容量包括熱機備轉容量和冷機備轉容量。
旋转備轉容量（spinning reserve）是指發電機已連接到電網或已同步，但未使用的發電量。
非旋转備轉容量（non-spinning reserve/supplemental reserve）是指未与電網同步，但可在短時間（約10分鐘）內使用的發電量。
大多數電網的備轉容量以熱機備轉容量為主，因為沒有啟動延遲的問題，較為可靠。

## 其他
調整備轉容量（regulation reserve/frequency-response reserve）是用來控制電網頻率。當負載增加，渦輪轉速會減慢。要穩定渦輪轉速和電網頻率，需要即時增加發電量。但調整備轉容量的發電量很少，而且由電腦自動控制，所以不會當作備轉容量的一部分。
替代備用（replacement reserve）需要較長的啟動時間，通常30至60分鐘。它用來釋放使用中的備轉容量，讓系統可以應付下一次的突發情況。換言之，電力系統是無法在30分鐘內承受兩次嚴重事故。若在30分鐘內連續發生兩次事故，很可能導致大規模停電。